# Rigoberto Padilla
Rigoberto Padilla Reyes (Tegucigalpa, 1º dicembre 1985) è un calciatore honduregno, centrocampista del Club Deportivo Olimpia.

## Carriera

### Nazionale
Gioca con l'Honduras olimpico le Olimpiadi di Pechino 2008, dove scende in campo una volta.

Esordisce con l'Honduras il 26 marzo 2008, contro la Colombia.